# 11380 Amolsingh
11380 Amolsingh è un asteroide della fascia principale. Scoperto nel 1998, presenta un'orbita caratterizzata da un semiasse maggiore pari a 2,4083986 au e da un'eccentricità di 0,0569516, inclinata di 4,37608° rispetto all'eclittica.